# Fromia monilis
Fromia monilis is een zeester uit de familie Goniasteridae. De wetenschappelijke naam van de soort werd als Scytaster monilis in 1869 gepubliceerd door Edmond Perrier.